# Rolls-Royce Allison AE-2100A
Rolls-Royce Allison AE-2100A är utvecklad av Allison Engine Company, numera en del av Rolls-Royce North America, AE 2100 är en turbopropmotor som är en vidareutveckling av Allison T406 (Rolls-Royce AE 1107C-Liberty) turboshaft-motorn. Motorn är av two-shaft-design och den första att använda dubbla FADECs (full authority digital engine control) för att kontrollera både motor och propeller.
Det finns fyra versioner av motorn. Den civila AE2100A och de militära varianterna AE2100D3, AE2100D2 och AE2100J.

## Flygplan som nyttjar motorn
AE2100A
- Saab 2000
- N250 - prototyp, endast gjord av IPTN i Indonesien

AE2100D3
- C-130J Super Hercules
- C-27J Spartan
- ShinMaywa US-1A kai / US-2
- P-3 Orion

Motorn använder sexbladiga Dowty propellrar när den används i Saab 2000 och Lockheed C-130J Super Hercules.